# Sportjahr 1953
Liste der Sportjahre

◄◄ | ◄ | 1949 | 1950 | 1951 | 1952 | Sportjahr 1953 | 1954 | 1955 | 1956 | 1957 | ► | ►►

Weitere Ereignisse

## Badminton
Höhepunkte des Badmintonjahres 1953 waren die All England, die Denmark Open, die Irish Open, die Scottish Open, die Dutch Open und die French Open. In Deutschland, Pakistan und Sri-Lanka wurden erstmals nationale Titelkämpfe ausgetragen.

### Internationale Veranstaltungen
| Veranstaltung | Herreneinzel   | Dameneinzel           | Herrendoppel              | Damendoppel                             | Mixed                      |
| ------------- | -------------- | --------------------- | ------------------------- | --------------------------------------- | -------------------------- |
| All England   | Eddy Choong    | Marie Ussing          | David Choong Eddy Choong  | Iris Rogers June White                  | David Choong June White    |
| Denmark Open  | Eddy Choong    | Aase Schiøtt Jacobsen | David Choong Eddy Choong  | Iris Cooley June White                  | Eddy Choong Agnete Friis   |
| French Open   | Eddy Choong    | Aase Schiøtt Jacobsen | David Choong Eddy Choong  | Aase Schiøtt Jacobsen Annelise Petersen | Eddy Choong Jenifer Peters |
| Malaysia Open | Wong Peng Soon | Cecilia Samuel        | Ong Poh Lim Ismail Marjan | Cecilia Samuel Phua Yoke Chin           | Lee Yew Seng Chia Pik Sim  |

## Leichtathletik
- 27. April – Nina Otkalenko, Sowjetunion, lief die 800 Meter der Damen in 2:07,3 min.
- 5. Mai – Sverre Strandli, Norwegen, erreichte im Hammerwurf der Herren 62,36 m.
- 9. Mai – Parry O’Brien, USA, stieß im Kugelstoßen der Herren 18 Meter.
- 20. Mai – Juri Litujew, Sowjetunion, lief die 400 Meter Hürden der Herren in 50,4 s.
- 1. Juni – Emil Zátopek, Tschechoslowakei, lief die 10.000 Meter der Herren in 29:01,6 min.
- 13. Juni – Jim Peters, Großbritannien, lief den Marathon der Herren in 2:18:41 h.
- 27. Juni – Walter Davis, USA, sprang im Hochsprung der Herren 2,12 m.
- 5. Juli – Parry O’Brien, USA, erreichte im Kugelstoßen der Herren 18,04 m.
- 9. Juli – Parry O’Brien, USA, erreichte im Kugelstoßen der Herren 18,00 m.
- 19. Juli – Leonid Schtscherbakow, Sowjetunion, erreichte im Dreisprung der Herren 16,23 m.
- 20. Juli – Sam Iness, USA, erreichte im Diskuswurf der Herren 57,93 m.
- 27. Juli – Walter Davis, USA, erreichte im Hochsprung der Herren 2,12 m.
- 8. August – Bud Held, USA, warf im Speerwurf der Herren 80,41 m.
- 11. August – Fortune Gordien, USA, erreichte im Diskuswurf der Herren 58,1 m.
- 17. August – Mal Whitfield, USA, lief die 800 Meter der Herren in 1:48,6 min.
- 22. August – Fortune Gordien, USA, warf den Diskus in der Disziplin der Herren 59,28 m.
- 7. September – Bud Held, USA, erreichte im Speerwurf der Herren 80,41 m.
- 20. September – Juri Litujew, Sowjetunion, lief die 400 Meter Hürden der Herren in 50,4 s.
- 21. September – Fortune Gordien, USA, erreichte im Diskuswurf der Herren 59,28 m.
- 9. Oktober – Galina Zybina, Sowjetunion, stieß im Kugelstoßen der Damen 16,2 m.
- Josef Doležal, Tschechoslowakei, ging im 50.000-Meter-Gehen der Herren in 4:23:14 h.

## Tischtennis
- Tischtennisweltmeisterschaft 1953 20. bis 29. März in Bukarest (Rumänien)
- Länderspiele Deutschlands (Freundschaftsspiele)
  - 9. Januar: Straßburg: D. – Frankreich 0:5 (Herren)
  - 21. Januar: Berlin: D. – Frankreich 3:2 (Herren)
  - 5. März: München: D. – Brasilien 5:3 (Herren)
  - 10. März: Kopenhagen: D. – Dänemark 5:0 (Herren)
  - 10. März: Kopenhagen: D. – Dänemark 3:0 (Damen)
  - 4. April: Ludwigshafen: D. – Schweden 2:5 (Herren)
  - 19. April: Ettelbrück: D. – Luxemburg 5:3 (Herren)
  - 30. August: Deventer: D. – Niederlande 6:3 (Herren)
  - 30. August: Deventer: D. – Niederlande 6:3 (Damen)
  - 28. Oktober: Belgrad: D. – Jugoslawien 2:3 (Damen)
  - Oktober: Belgrad: D. – Jugoslawien 1:3 (Herren)

## Geboren

### Januar

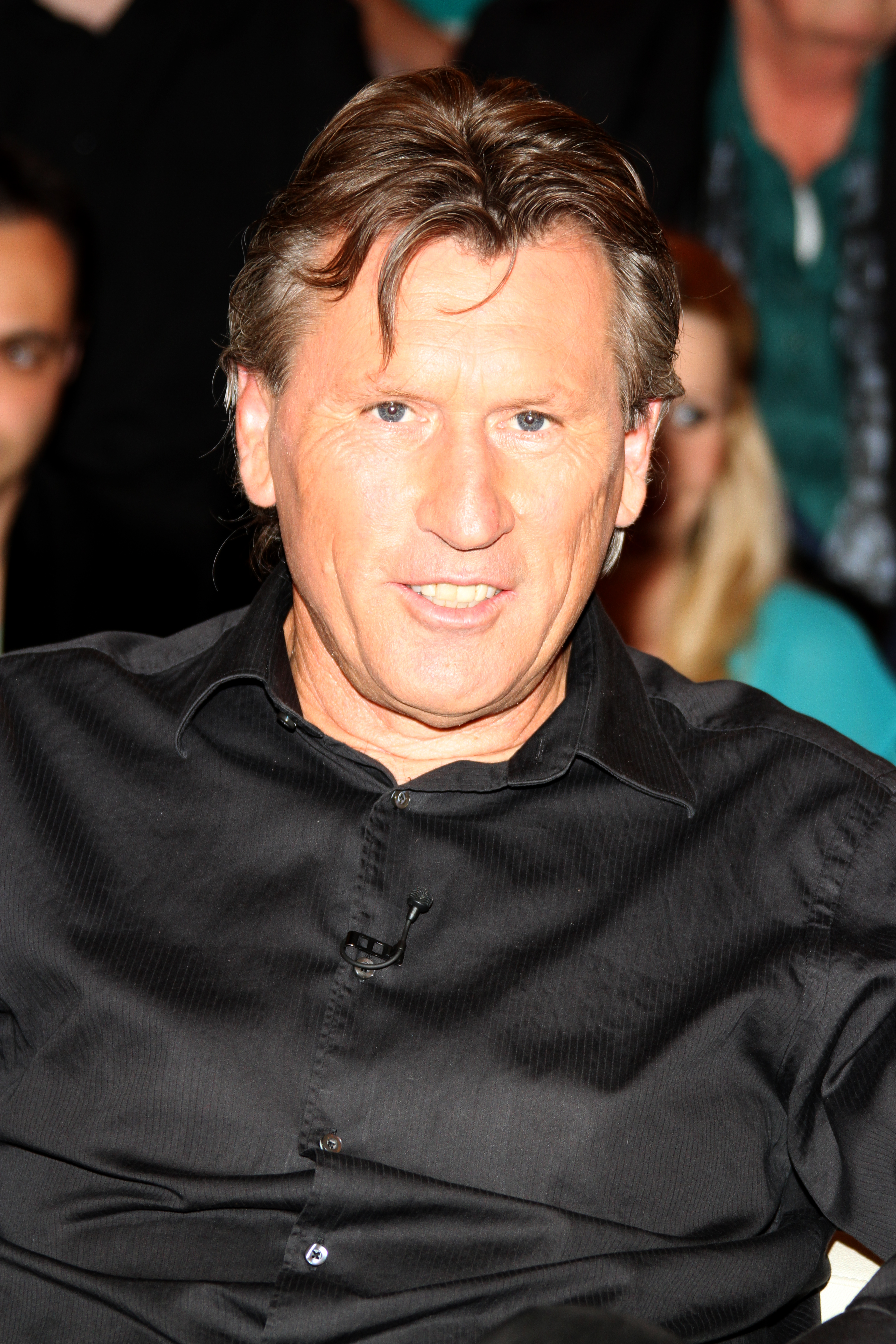
Manfred Kaltz

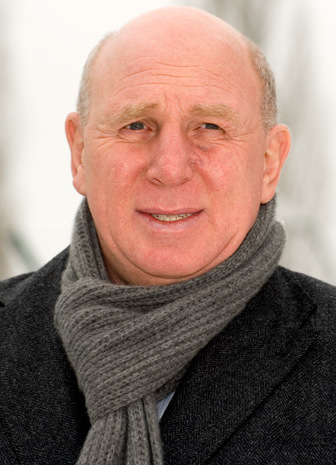
Dieter Hoeneß

- 02. Januar: Jürgen Rohde, deutscher Handballtorwart
- 05. Januar: Alison Owen-Spencer, US-amerikanische Skilangläuferin
- 05. Januar: Dwight Qawi, US-amerikanischer Boxer († 2025)
- 05. Januar: Wassilij Solomin, russisch-sowjetischer Boxer († 1997)
- 06. Januar: Manfred Kaltz, deutscher Fußballspieler
- 07. Januar: Dieter Hoeneß, deutscher Fußballspieler und -manager
- 10. Januar: Guido Kratschmer, deutscher Leichtathlet
- 14. Januar: Gunter Amler, deutscher Fußballspieler
- 15. Januar: Randy White, US-amerikanischer American-Football-Spieler
- 18. Januar: Conchita Puig, spanische Skirennläuferin
- 19. Januar: Jürgen Gelsdorf, deutscher Fußballspieler und -trainer
- 20. Januar: Tómas Leifsson, isländischer Skirennläufer
- 21. Januar: Wilhelm Bierofka, deutscher Fußballspieler und -trainer
- 22. Januar: Winfried Berkemeier, deutscher Fußballspieler
- 23. Januar: Raul Arnemann, sowjetischer Ruderer
- 25. Januar: Günter Knoblich, deutscher Fußballspieler
- 26. Januar: Georg Steinherr, deutscher Boxer
- 26. Januar: Robertas Sutkus, litauischer Schach-Großmeister im Fernschach († 2008)
- 31. Januar: Louis Wright, US-amerikanischer American-Football-Spieler

### Februar

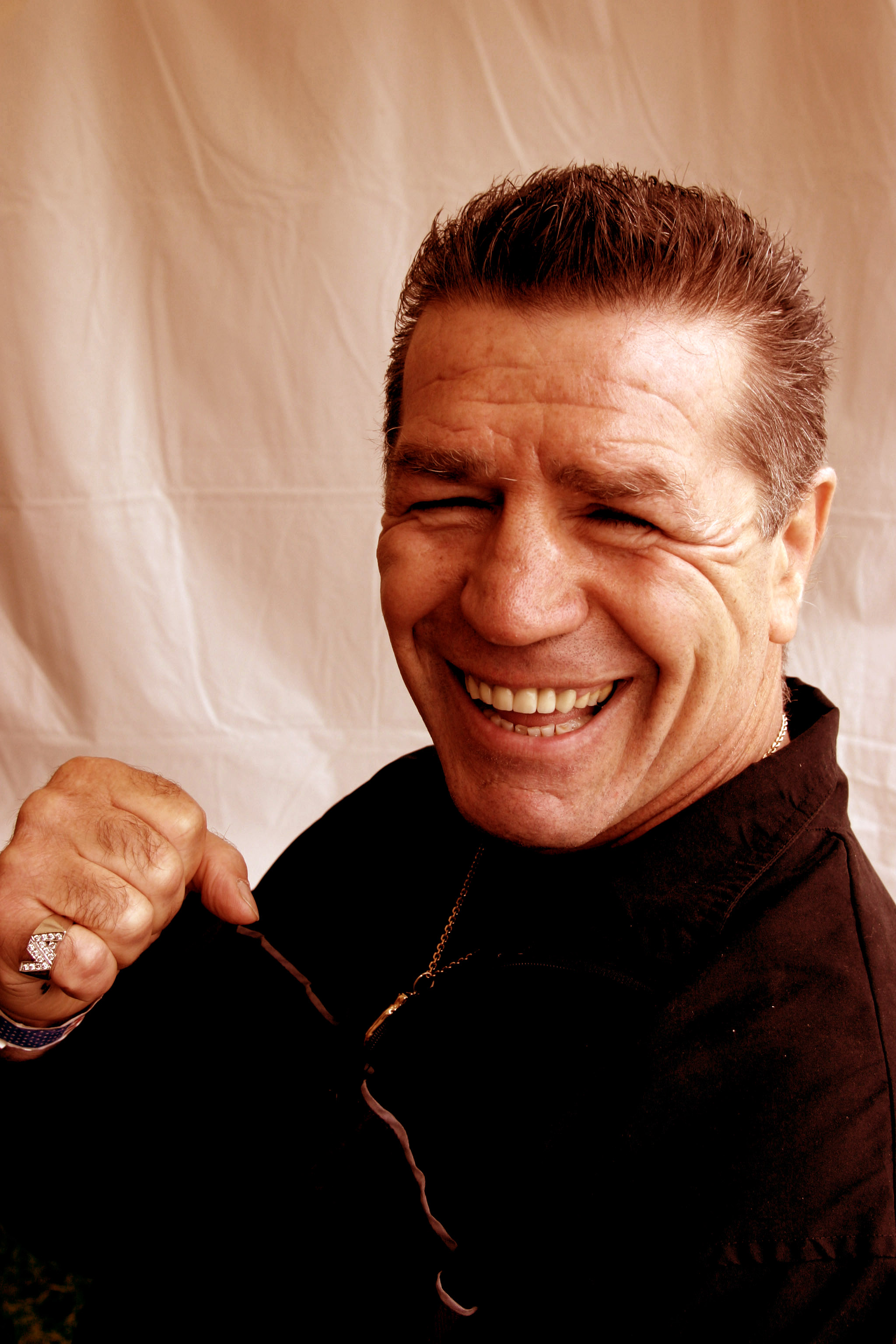
Vito Antuofermo

- 01. Februar: Christian Geistdörfer, deutscher Motorsportler
- 01. Februar: Jerzy Potz, polnischer Eishockeyspieler und -trainer († 2000)
- 02. Februar: Wladimir Kowaljow, russisch-sowjetischer Eiskunstläufer
- 05. Februar: Peter Arntz, niederländischer Fußballspieler
- 05. Februar: Alexej Woltschenkow, russisch-sowjetischer Eishockeyspieler († 2011)
- 07. Februar: Robert Brazile, US-amerikanischer American-Football-Spieler
- 09. Februar: Vito Antuofermo, italienischer Boxer
- 12. Februar: Irene Abel, deutsche Geräteturnerin
- 12. Februar: Wolfgang Killing, deutscher Leichtathlet, Leichtathletiktrainer und Sportwissenschaftler
- 12. Februar: Helmut Wechselberger, österreichischer Radrennfahrer
- 14. Februar: Hans Krankl, österreichischer Fußballspieler, Sänger
- 17. Februar: Thom Åhlund, schwedischer Fußballspieler
- 17. Februar: Bernard Chauvin, französischer Automobilrennfahrer
- 18. Februar: Sieglinde Prell, deutsche Tischtennisspielerin
- 19. Februar: Attilio Bettega, italienischer Rallyefahrer († 1985)
- 20. Februar: Reinhard van der Heusen, deutscher Handballspieler
- 21. Februar: Patty Loverock, kanadische Leichtathletin
- 23. Februar: Satoru Nakajima, japanischer Automobilrennfahrer
- 26. Februar: Héctor Resola, uruguayischer Fußballspieler

### März

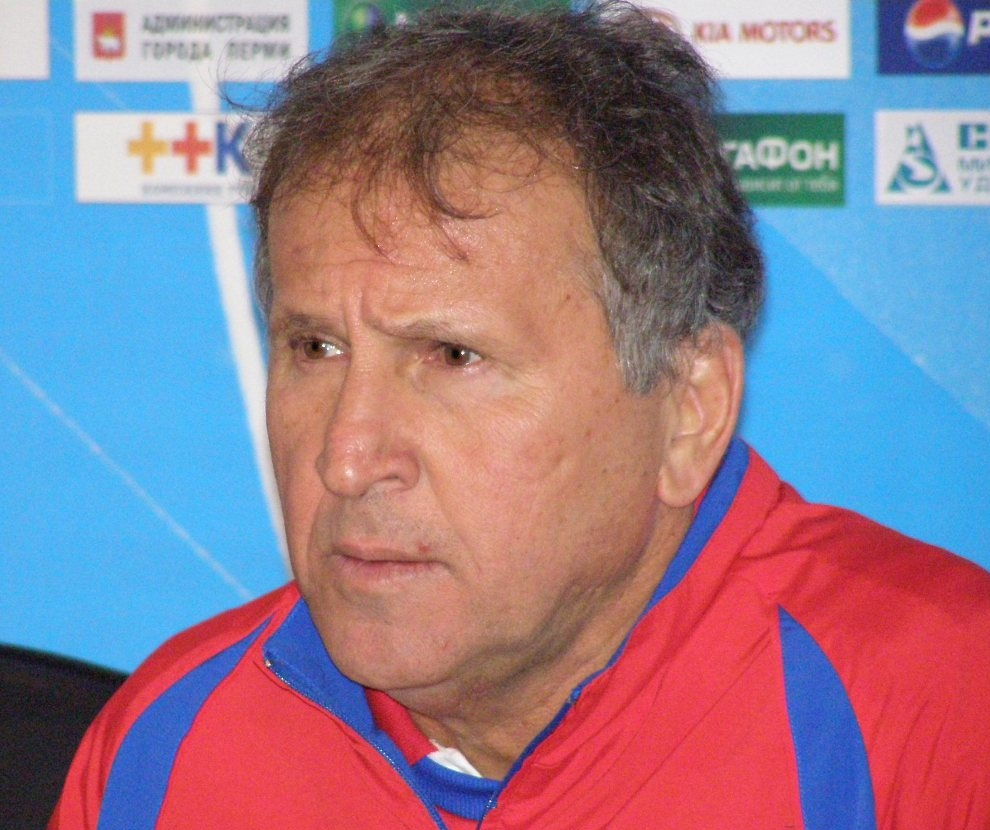
Zico

- 01. März: Rolf Danneberg, deutscher Leichtathlet
- 03. März: Zico, brasilianischer Fußballspieler und -trainer
- 04. März: Lothar Kremershof, deutscher Eishockeyspieler († 2003)
- 04. März: Reinhold Roth, deutscher Motorradrennfahrer († 2021)
- 07. März: Guy Abrahams, panamaischer Sprinter
- 11. März: László Bölöni, rumänischer Fußballspieler und -trainer
- 16. März: Rainer Knaak, deutscher Schachspieler
- 19. März: Hans Rinn, deutscher Rennrodler
- 22. März: Wladimir Trofimenko, russischer Leichtathlet († 1994)
- 22. März: Lorenzo Unanue, uruguayischer Fußballspieler
- 25. März: Christos Ardizoglou, griechischer Fußballspieler
- 26. März: Tatjana Prowidochina, russische Mittelstreckenläuferin
- 27. März: Annemarie Moser-Pröll, österreichische Skiläuferin
- 30. März: Nelo Vingada, portugiesischer Fußballspieler und -trainer

### April

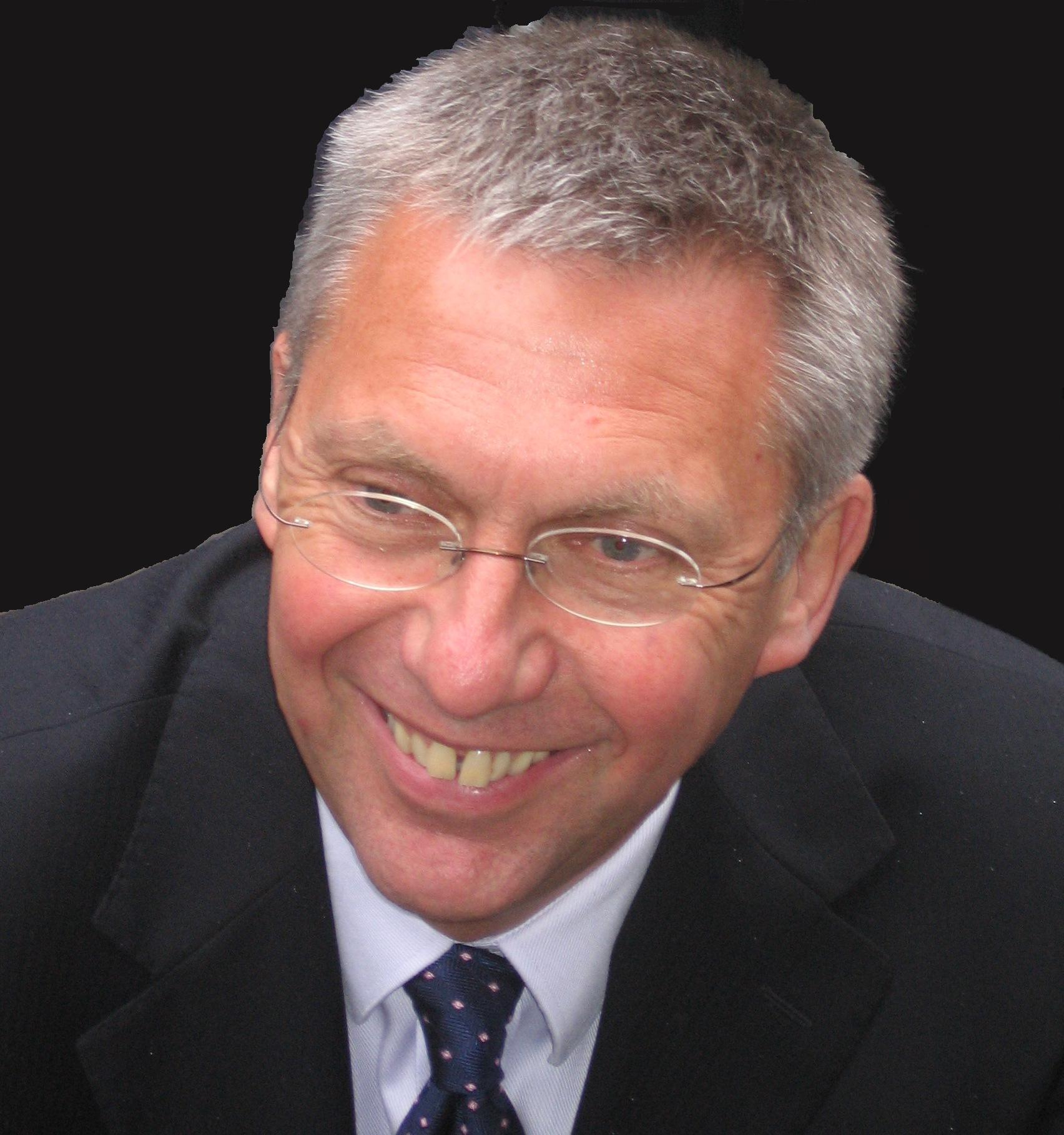
David Moorcroft

- 02. April: Christian Brunner, Schweizer Radrennfahrer
- 02. April: Will Hoy, britischer Automobilrennfahrer († 2002)
- 05. April: Salman Chassimikow, sowjetischer Ringer († 2025)
- 10. April: David Moorcroft, britischer Leichtathlet
- 11. April: Ljubow Burda, sowjetische Kunstturnerin
- 11. April: Elvira Possekel, deutsche Leichtathletin
- 12. April: Anne Abernathy, Rennrodlerin von den US-Jungferninseln
- 19. April: Sara Simeoni, italienische Leichtathletin
- 20. April: Serge Aubey, französischer Radrennfahrer
- 22. April: Alain Oreille, französischer Rallyefahrer
- 23. April: Jerzy Klempel, polnischer Handballspieler († 2004)
- 23. April: Liane Michaelis, deutsche Handballspielerin
- 24. April: Naoki Nagasaka, japanischer Automobilrennfahrer
- 27. April: Pat Hennen, US-amerikanischer Motorradrennfahrer († 2024)
- 30. April: Tibor Klampár, ungarischer Tischtennisspieler
- 30. April: Peter Maulshagen, deutscher Fußballspieler

### Mai

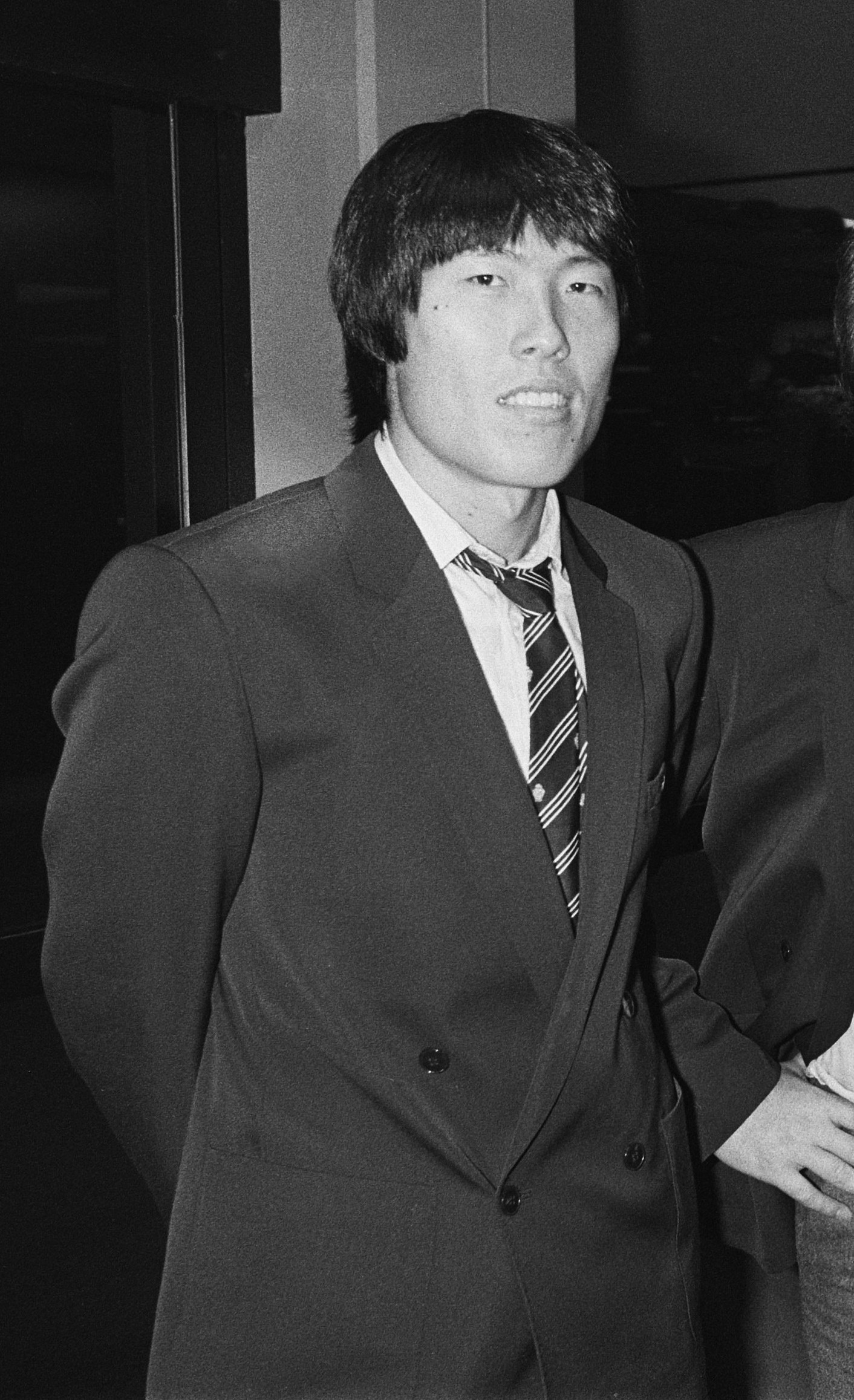
Cha Bum-kun

- 01. Mai: Mayumi Aoki, japanische Schwimmerin
- 05. Mai: Lene Køppen, dänische Badmintonspielerin
- 06. Mai: Marco Romano, italienischer Säbelfechter
- 06. Mai: Graeme Souness, schottischer Fußballspieler und -trainer
- 08. Mai: Walter Krause, deutscher Fußballspieler
- 08. Mai: Hartmut Krüger, deutscher Handballspieler und -trainer
- 09. Mai: Henri Magne, französischer Rallyefahrer († 2006)
- 13. Mai: Georg Zipfel, deutscher Skilangläufer, Olympiateilnehmer und Ex-Bundestrainer
- 15. Mai: Jacques Cornu, Schweizer Motorradrennfahrer
- 15. Mai: Franco Selvaggi, italienischer Fußballspieler
- 18. Mai: Richard Boczkowski, deutscher Handballspieler
- 19. Mai: Alain Iannetta, französischer Automobilrennfahrer
- 20. Mai: Roland Gerber, deutscher Fußballspieler († 2015)
- 20. Mai: Dick Decloe, kanadischer Eishockeyspieler
- 20. Mai: Eva-Maria Zwiebler, deutsche Badmintonspielerin
- 22. Mai: Cha Bum-kun, südkoreanischer Fußballspieler
- 23. Mai: Enzo Trossero, argentinischer Fußballspieler und -trainer
- 25. Mai: Daniel Passarella, argentinischer Fußballspieler
- 25. Mai: Gaetano Scirea, italienischer Fußballspieler († 1989)

### Juni

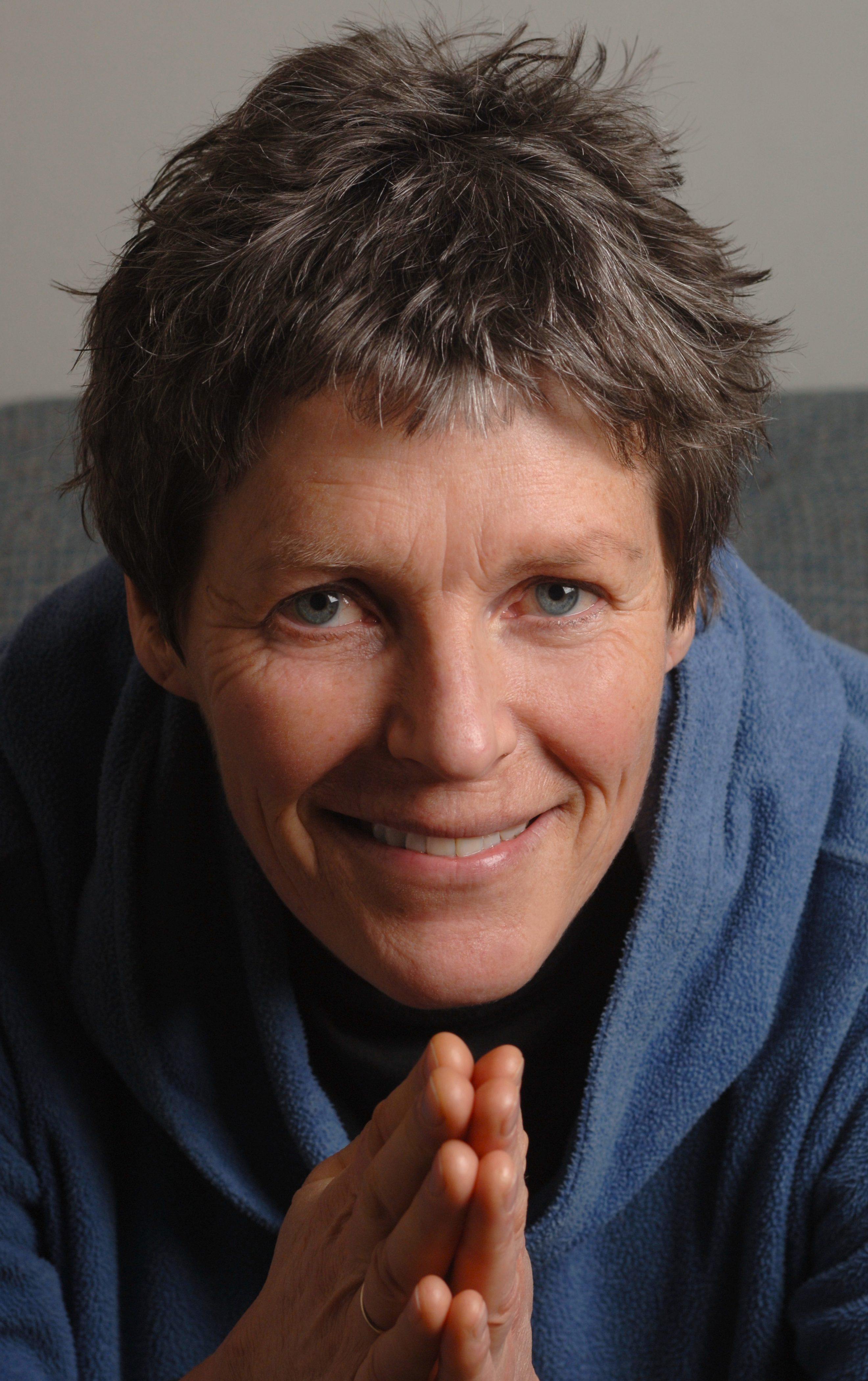
Liv Arnesen

- 01. Juni: Liv Arnesen, norwegische Skilangläuferin und Abenteurerin
- 01. Juni: Caspar Memering, deutscher Fußballspieler
- 04. Juni: Walter Novellino, italienischer Fußballspieler und -trainer
- 07. Juni: Peter Ascherl, deutsch-kanadischer Eishockeyspieler
- 11. Juni: Wera Komissowa, russische Leichtathletin und Olympiasiegerin
- 13. Juni: Zdeněk Prokeš, tschechoslowakischer Fußballspieler († 2024)
- 13. Juni: Gustav Reiner, deutscher Motorradrennfahrer († 2007)
- 15. Juni: Eje Elgh, schwedischer Automobilrennfahrer
- 21. Juni: Gábor Gergely, ungarischer Tischtennisspieler
- 21. Juni: Sigi Heinrich, deutscher Sportreporter
- 22. Juni: František Kališ, tschechoslowakischer Radsportler
- 24. Juni: Takao Wada, japanischer Automobilrennfahrer
- 30. Juni: Bettina Krug, deutsche Fußballspielerin

### Juli

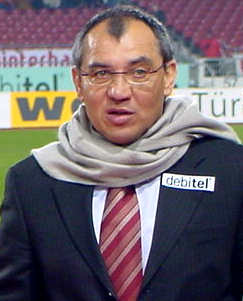
Felix Magath

- 01. Juli: Mike Haynes, US-amerikanischer American-Football-Spieler
- 05. Juli: Grith Ejstrup, dänische Leichtathletin
- 08. Juli: Rick Knoop, US-amerikanischer Automobilrennfahrer
- 10. Juli: Ron Andruff, kanadischer Eishockeyspieler
- 19. Juli: René Houseman, argentinischer Fußballspieler († 2018)
- 19. Juli: John Murphy, US-amerikanischer Schwimmer
- 19. Juli: Silvia Siefert, deutsche Handballspielerin
- 21. Juli: Thomas Emmrich, deutscher Tennisspieler
- 21. Juli: Harald Nickel, deutscher Fußballspieler († 2019)
- 22. Juli: Peter Ehmke, deutscher Fußballspieler
- 22. Juli: René Vandereycken, belgischer Fußballspieler und -trainer
- 23. Juli: Matthias Brücken, deutscher Fußballspieler
- 25. Juli: Walerij Dolinin, russisch-sowjetischer Ruderer
- 26. Juli: Felix Magath, deutscher Fußballtrainer und -spieler
- 28. Juli: Brian Goorjian, US-amerikanisch-australischer Basketballspieler und -trainer
- 31. Juli: Hans-Otto Pingel, deutscher Bahnsportler

### August

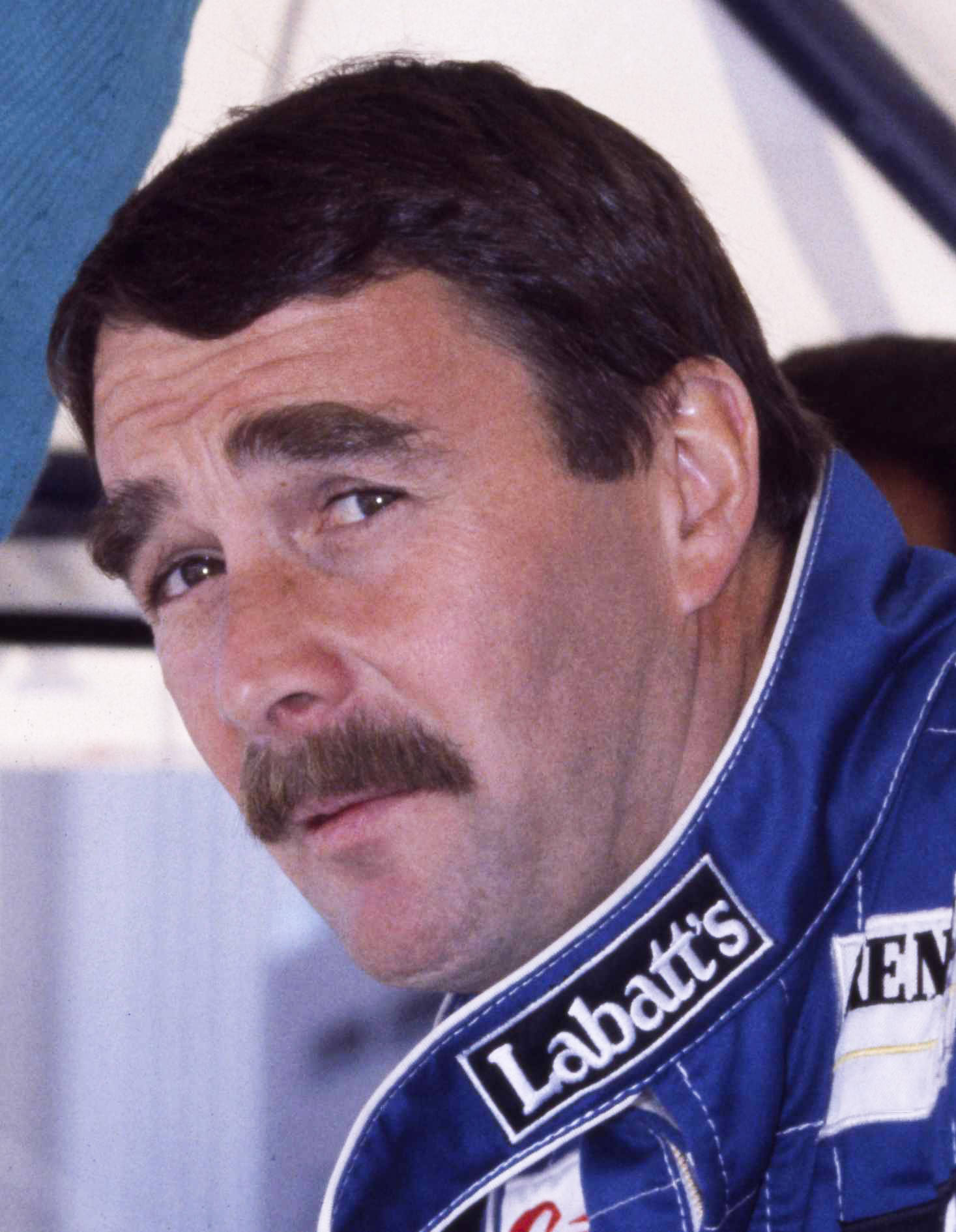
Nigel Mansell

- 02. August: Peter-Michael Kolbe, deutscher Ruderer († 2023)
- 06. August: Karl Anderson, US-amerikanischer Skirennläufer
- 08. August: Rolf Beilschmidt, deutscher Leichtathlet
- 08. August: Nigel Mansell, britischer Rennfahrer
- 09. August: Walter Smuch, deutscher Handballtrainer und Handballspieler
- 11. August: Hulk Hogan, US-amerikanischer Wrestler und Schauspieler († 2025)
- 11. August: Monika Meißner, deutsche Volleyballspielerin
- 12. August: Michael Schenk, deutscher Fußballspieler
- 13. August: Carla Bodendorf, deutsche Leichtathletin
- 14. August: Hany Abo Rida, ägyptischer Fußballfunktionär
- 14. August: Norbert Ziegler, deutscher Fußballspieler
- 15. August: Joaquín Montañés, spanisch-deutscher Fußballspieler
- 17. August: Andreas Kirchner, deutscher Bobsportler († 2010)
- 24. August: Elfi Zinn, deutsche Leichtathletin
- 27. August: Jørn Didriksen, norwegischer Eisschnellläufer
- 28. August: Ditmar Jakobs, deutscher Fußballspieler
- 31. August: Miguel Ángel Guerra, argentinischer Automobilrennfahrer

### September

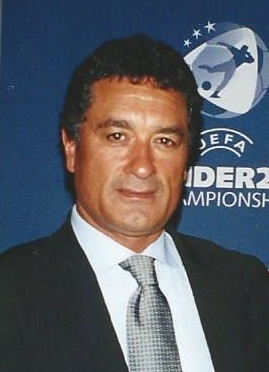
Claudio Gentile

- 03. September: Günther Thomae, deutscher Volleyballspieler
- 04. September: Fatih Terim, türkischer Fußballspieler und -trainer
- 06. September: Renato Antonioli, italienischer Skirennläufer
- 08. September: Nikolaj Kolesnikow, russisch-sowjetischer Sprinter
- 12. September: Terry Porter, US-amerikanische Skilangläuferin
- 15. September: Manuel Mello-Breyner, portugiesischer Automobilrennfahrer und Motorsportfunktionär
- 17. September: Jan Möller, schwedischer Fußballtorhüter
- 18. September: Paul Biege, deutscher Fußballspieler
- 18. September: Mike Zettel, kanadischer Eishockeyspieler und -trainer († 2023)
- 20. September: Renato Curi, italienischer Fußballspieler († 1977)
- 20. September: Ricardo Moar, spanischer Fußballfunktionär
- 22. September: Tomasz Wójtowicz, polnischer Volleyballspieler († 2022)
- 25. September: Jean-Philippe Grand, französischer Automobilrennfahrer und Rennstallbesitzer
- 27. September: Claudio Gentile, italienischer Fußballspieler und -trainer
- 29. September: Georgios Makropoulos, griechischer Schachspieler und -funktionär

### Oktober

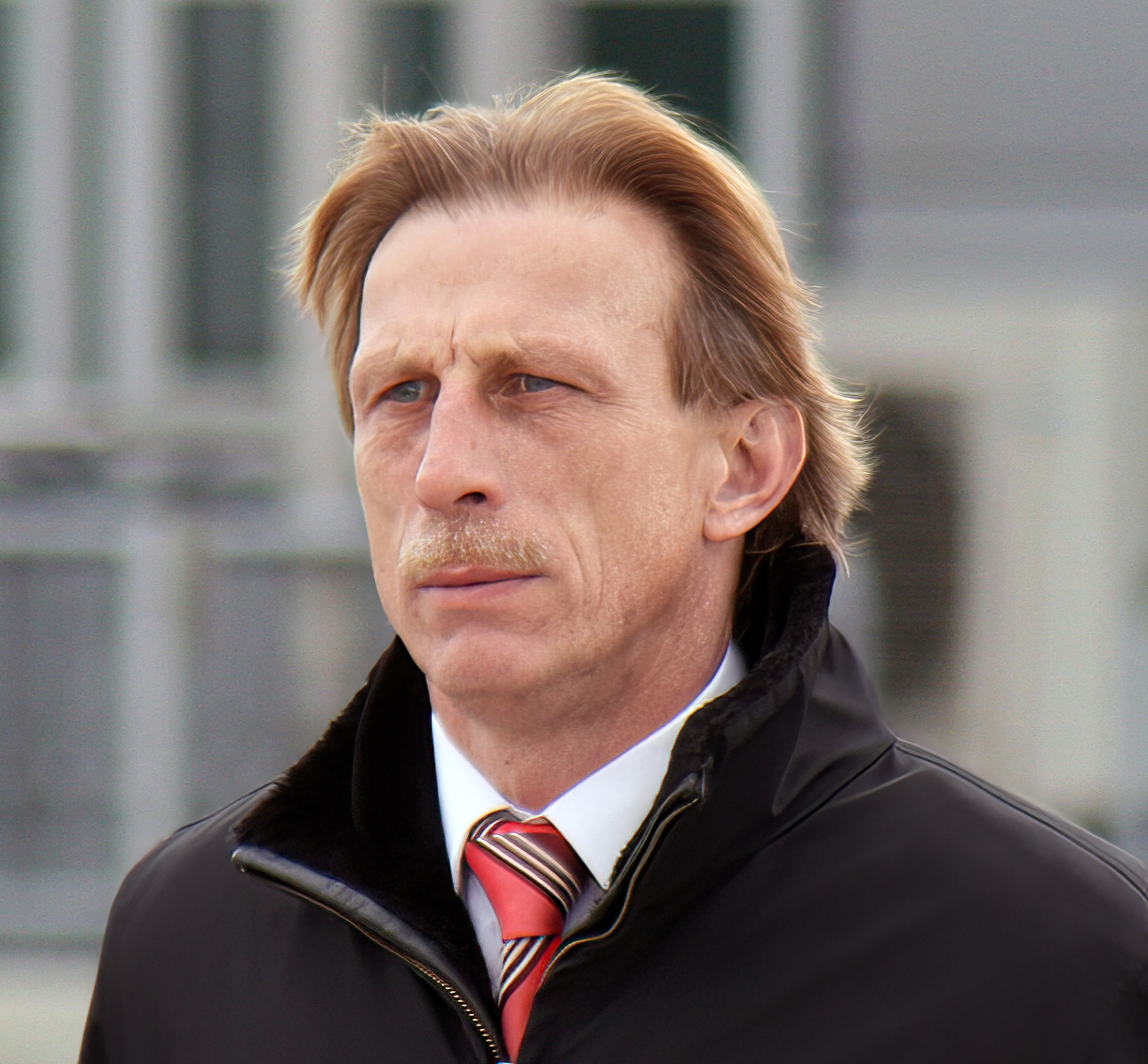
Christoph Daum

- 01. Oktober: Grete Waitz, norwegische Leichtathletin und Sportlegende († 2011)
- 03. Oktober: Cornelia Bürki, Schweizer Leichtathletin
- 05. Oktober: Pierre de Thoisy, französischer Automobilrennfahrer
- 07. Oktober: Ronald Worm, deutscher Fußballspieler
- 09. Oktober: Helmut Roleder, deutscher Fußballspieler
- 14. Oktober: Aldo Maldera, italienischer Fußballspieler († 2012)
- 16. Oktober: Falcão, brasilianischer Fußballspieler
- 17. Oktober: Osman Nuri Işılar, türkischer Fußballtrainer
- 24. Oktober: Christoph Daum, deutscher Fußballtrainer († 2024)
- 30. Oktober: Vincenzo Guerini, italienischer Fußballspieler, -trainer und -funktionär

### November

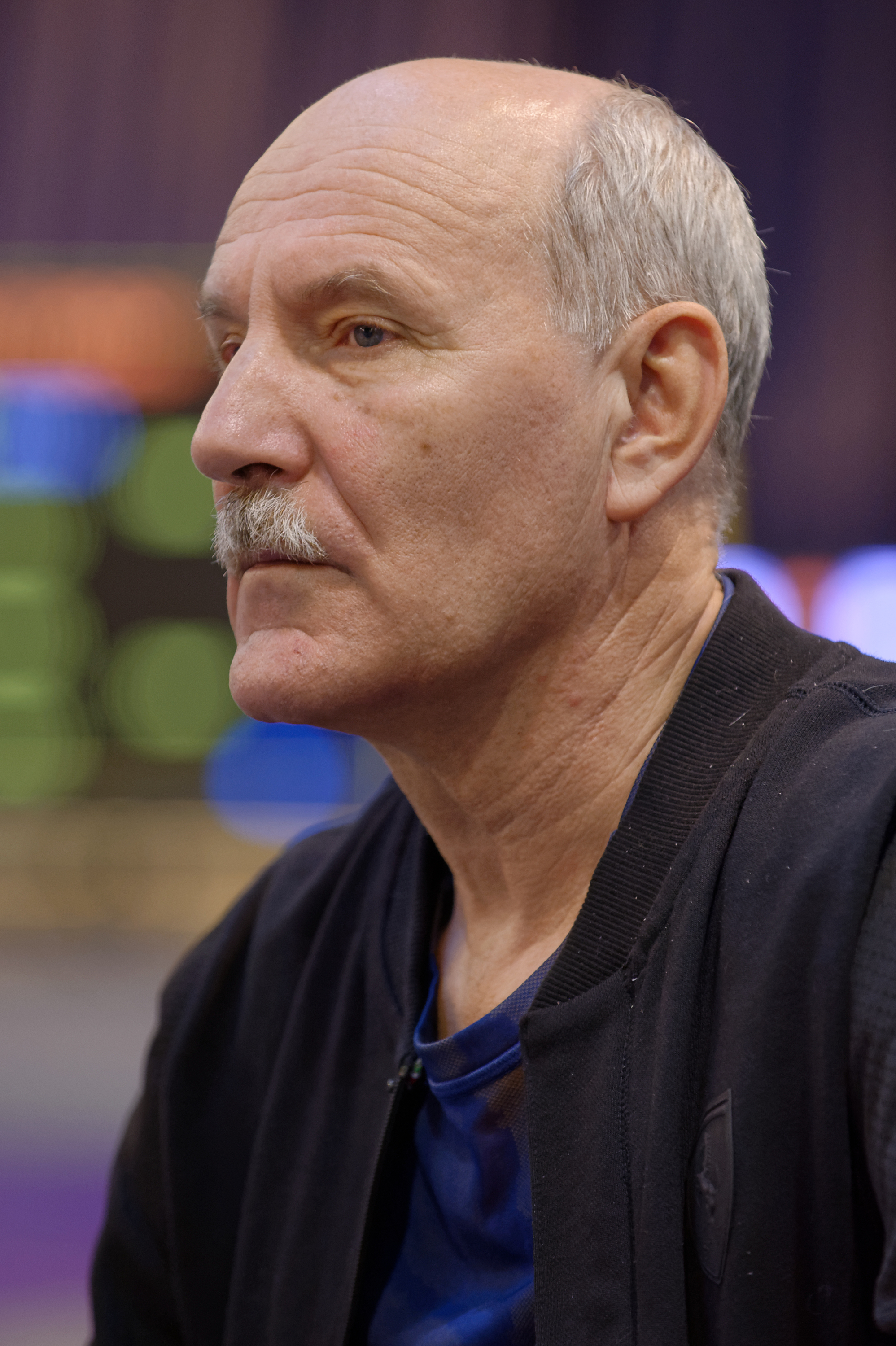
Alexander Romankow

- 03. November: Jürgen Straub, deutscher Leichtathlet
- 05. November: Dennis Andries, guyanischer Boxer
- 07. November: Ursula Kamizuru, deutsche Tischtennisspielerin († 2008)
- 07. November: Alexander Romankow, sowjetischer Florettfechter, Olympiasieger und zwölffacher Weltmeister
- 08. November: Georgios Firos, griechischer Fußballspieler und -trainer
- 09. November: David Leslie, britischer Rennfahrer und Fernsehkommentator († 2008)
- 13. November: Charles Tickner, US-amerikanischer Eiskunstläufer
- 14. November: Igor Bobrin, russisch-sowjetischer Eiskunstläufer
- 14. November: Herbert Neumann, deutscher Fußballspieler und -trainer
- 17. November: Ulrike Bruns, deutsche Leichtathletin
- 17. November: Sergej Makarytschew, russischer Schachspieler
- 19. November: Michail An, sowjetischer Fußballspieler († 1979)
- 20. November: Dieter Tippelt, deutscher Fußballspieler
- 21. November: Klára Rajnai, ungarische Kanutin
- 21. November: René Weller, deutscher Boxer († 2023)
- 25. November: Herbert Breiteneder, österreichischer Rennfahrer († 2008)
- 25. November: Wolfgang Stolz, deutscher Handballspieler († 2022)
- 28. November: Ewald Lienen, deutscher Fußball-Trainer und Fußballspieler
- 28. November: Nadija Olisarenko, sowjetisch-ukrainische Mittelstreckenläuferin und Olympiasiegerin († 2017)
- 28. November: Ruben Svensson, schwedischer Fußballspieler
- 29. November: Huub Stevens, niederländischer Fußballtrainer

### Dezember

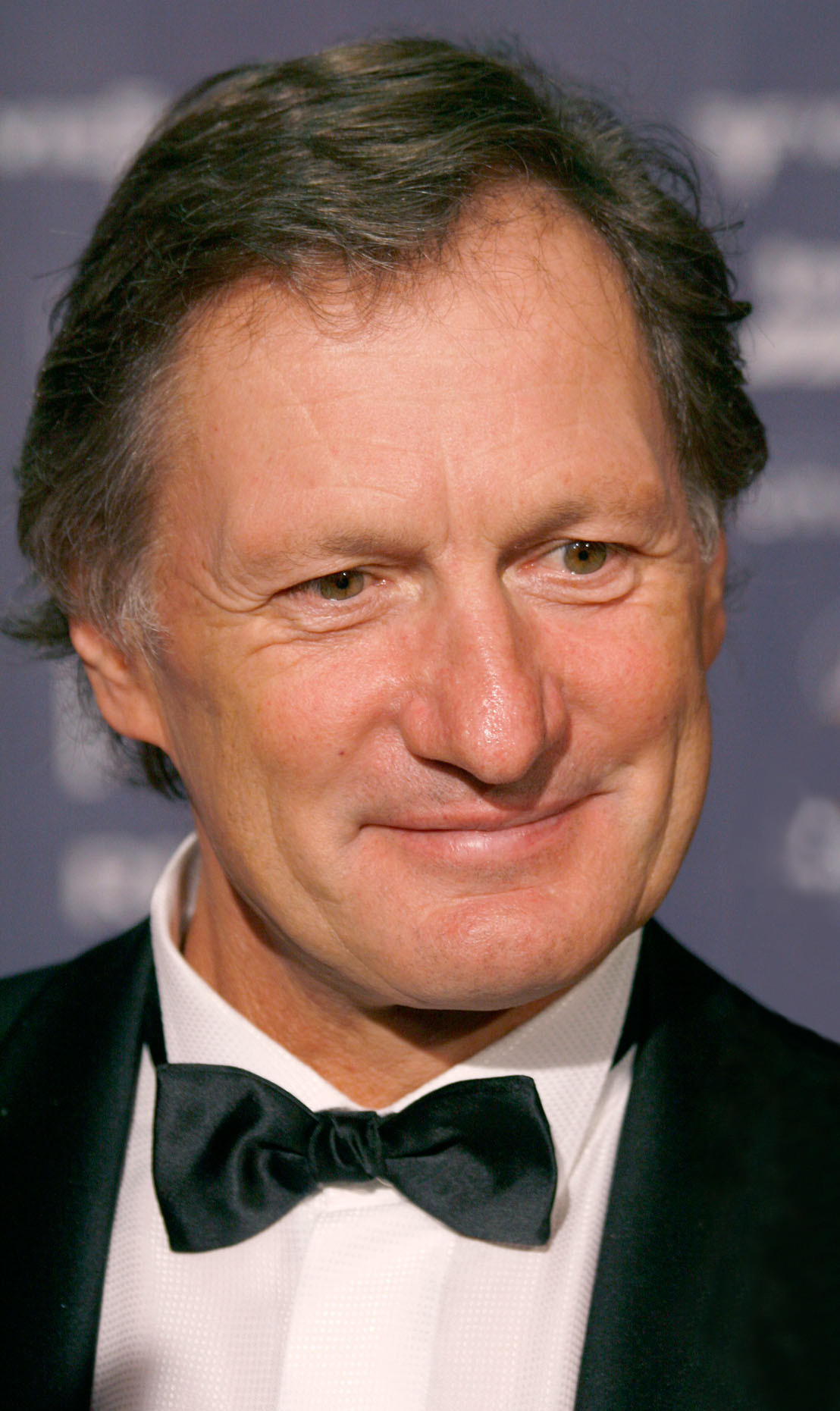
Franz Klammer

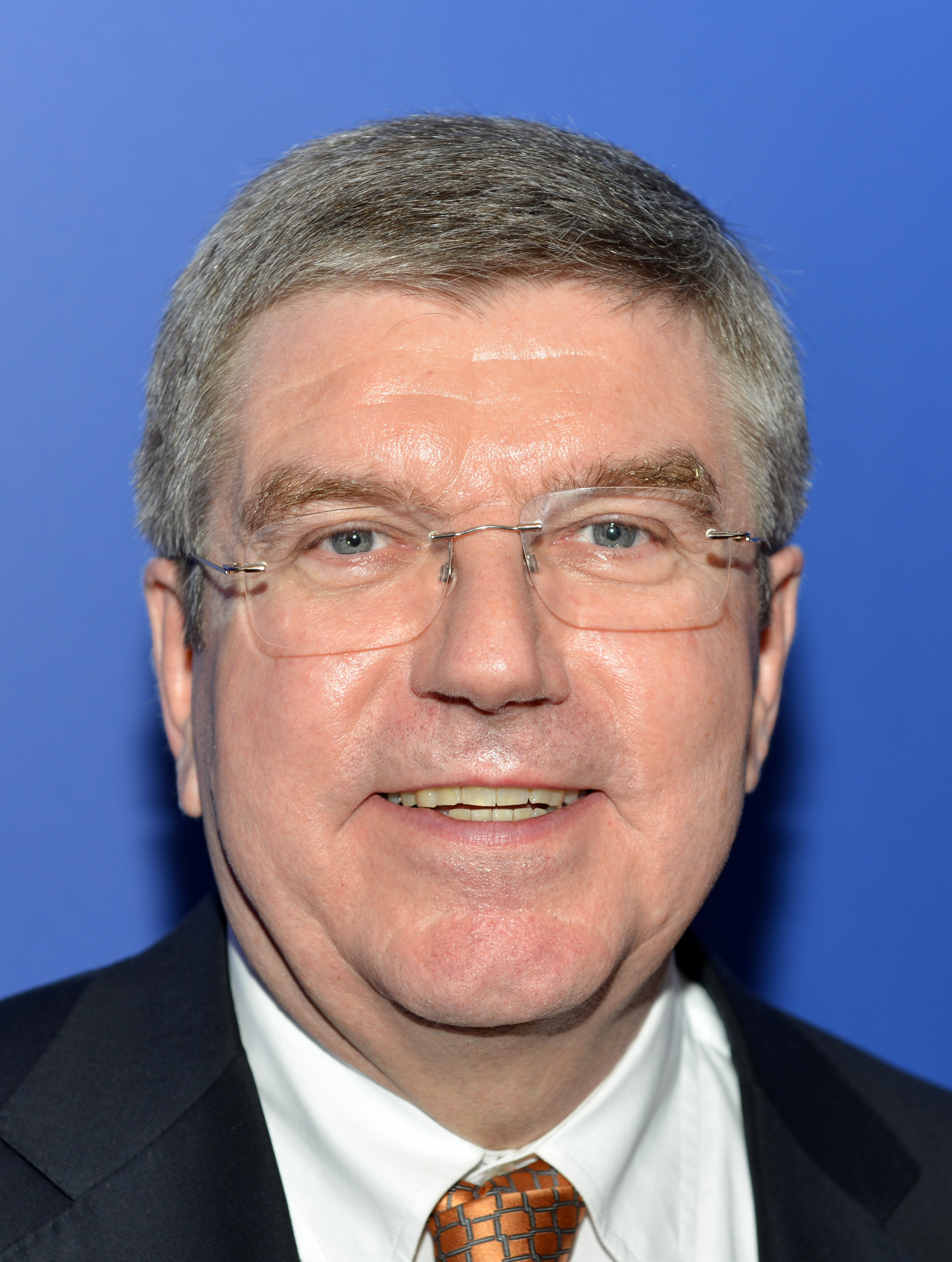
Thomas Bach

- 02. Dezember: Antonio Guzmán Núñez, spanischer Fußballspieler
- 02. Dezember: Joe Horn, österreichischer Volleyballspieler und Handballfunktionär († 2025)
- 03. Dezember: Franz Klammer, österreichischer Skirennläufer
- 04. Dezember: Jean-Marie Pfaff, belgischer Fußballspieler
- 04. Dezember: Wayne Stetina, US-amerikanischer Radrennfahrer
- 06. Dezember: Rolf Brack, deutscher Handballspieler und Handballtrainer († 2023)
- 07. Dezember: Klaus Reschke, deutscher Sportschütze († 2008)
- 08. Dezember: Władysław Kozakiewicz, polnischer Leichtathlet
- 10. Dezember: Rainer Adrion, deutscher Fußballtrainer und Fußballspieler
- 10. Dezember: Friedhelm Funkel, deutscher Fußballspieler und Fußballtrainer
- 11. Dezember: Arno Ehret, deutscher Handballspieler und -trainer
- 15. Dezember: Joachim Fellenberg, deutscher Fußballspieler
- 17. Dezember: Alexander Beliavsky, ukrainisch-slowenischer Schachmeister
- 22. Dezember: Rainer Müller, deutscher Taekwondoin († 2023)
- 23. Dezember: Wieland Schmidt, deutscher Handballtorwart und Torwarttrainer
- 25. Dezember: Jürgen Röber, deutscher Fußballspieler und -trainer
- 26. Dezember: Hans-Rüdiger Groß, deutscher Radsportler († 2025)
- 26. Dezember: Wladimir Lobanow, russischer Eisschnellläufer († 2007)
- 26. Dezember: Dieter Waltke, deutscher Handballspieler
- 28. Dezember: Steffen Mauersberger, deutscher Endurosportler († 2000)
- 29. Dezember: Thomas Bach, deutscher Jurist, Fechter, Olympiasieger und Sportfunktionär
- 30. Dezember: Bill Kazmaier, US-amerikanischer Powerlifter, World Champion Strongman und Wrestler
- 31. Dezember: Frédéric Da Rocha, französischer Automobilrennfahrer

## Gestorben

### Januar
- 01. Januar: William Eaton, US-amerikanischer Sprinter (* 1882)
- 06. Januar: David Caldwell, US-amerikanischer Mittelstreckenläufer (* 1891)
- 07. Januar: Albert Broschek, deutscher Automobilrennfahrer und Verleger (* 1906)
- 11. Januar: Mauritz Carlsson, schwedischer Langstreckenläufer (* 1890)
- 13. Januar: Otto Olsen, norwegischer Sportschütze (* 1884)
- 20. Januar: Georges Vivex, belgischer Turner (* 1890)
- 28. Januar: Konrad von Wangenheim, deutscher Vielseitigkeitsreiter (* 1909)
- 31. Januar: Felix Endrich, Schweizer Bobfahrer (* 1921)

### Februar
- 01. Februar: Carlo Canavesi, italienischer Automobilrennfahrer (* unbekannt)
- 04. Februar: Antonio Conte, italienischer Fechter (* 1867)
- 13. Februar: Manfred Curry, deutschamerikanischer Segler (* 1899)
- 15. Februar: Oscar Goßler, deutscher Ruderer (* 1875)
- 15. Februar: Karl Gustaf Staaf, schwedischer Leichtathlet und Tauzieher (* 1881)
- 17. Februar: Philippe Bonnardel, französischer Fußballspieler (* 1899)
- 20. Februar: Dorothy Shepherd-Barron, britische Tennisspielerin (* 1897)
- 21. Februar: Henri Duvanel, französischer Wasserballspieler (* 1896)
- 21. Februar: Raymond Glaszmann, französischer Automobilrennfahrer (* 1884)
- 28. Februar: Constance Wilson-Samuel, kanadische Eiskunstläuferin (* 1908)

### März
- 02. März: James Lightbody, US-amerikanischer Leichtathlet und Olympiasieger (* 1882)
- 09. März: Ole Iversen, norwegischer Turner (* 1884)
- 11. März: István Szebeny, ungarischer Ruderer (* 1890)
- 12. März: William Smith, kanadischer Sportschütze (* 1877)
- 15. März: Arthur Berry, englischer Fußballspieler (* 1888)
- 17. März: Pierino Albini, italienischer Radrennfahrer (* 1885)
- 20. März: Henry Oberholzer, britischer Turner und Ringer (* 1893)
- 20. März: Gábor Obitz, ungarischer Fußballspieler und -trainer (* 1899)
- 22. März: Christian Møller Pedersen, dänischer Turner (* 1889)
- 23. März: László Beleznai, ungarischer Wasserballspieler und -trainer sowie Schwimmer und Schwimmsportfunktionär (* 1891)
- 23. März: Cecil Browning, britischer Racketsspieler (* 1883)
- 24. März: Albert Courquin, französischer Sportschütze (* 1875)
- 25. März: Ejler Allert, dänischer Ruderer (* 1881)
- 26. März: Paul Loicq, belgischer Eishockeyspieler, -schiedsrichter und -funktionär (* 1888)
- 26. März: Charles Power, irischer Hockeyspieler (* 1878)
- 28. März: Jim Thorpe, US-amerikanischer Leichtathlet (* 1887)
- 31. März: Jan Akkersdijk, niederländischer Fußballspieler (* 1887)

### April
- 01. April: Halfdan Hansen, norwegischer Segler (* 1883)
- 03. April: Algot Lönn, schwedischer Radrennfahrer (* 1887)
- 04. April: Carl Wollert, schwedischer Sportschütze (* 1877)
- 06. April: George Beattie, kanadischer Sportschütze (* 1877)
- 06. April: Léon Bogart, französischer Turner (* 1889)
- 07. April: Marcel Berthet, französischer Radrennfahrer (* 1888)
- 09. April: Emile Aerts, belgischer Bahnradsportler (* 1892)
- 29. April: William Kirschbaum, US-amerikanischer Schwimmer (* 1902)

### Mai
- 02. Mai: Wallace Bryant, US-amerikanischer Bogenschütze (* 1863)
- 02. Mai: Josef Ternström, schwedischer Langstreckenläufer (* 1888)
- 04. Mai: Alexandre Pharamond, französischer Rugbyspieler (* 1876)
- 07. Mai: Charles Mulder, belgischer Bobfahrer (* 1897)
- 09. Mai: Herbert Pott, britischer Wasserspringer (* 1883)
- 14. Mai: Arvid Rydman, finnischer Turner (* 1884)
- 22. Mai: Bob Wilder, US-amerikanischer Automobilrennfahrer (* 1921)
- 23. Mai: Erich Worm, deutscher Kunstturner (* 1887)
- 24. Mai: Paul Durin, französischer Turner (* 1890)
- 30. Mai: Carl Scarborough, US-amerikanischer Automobilrennfahrer (* 1914)

### Juni
- 05. Juni: Bill Tilden, US-amerikanischer Tennisspieler (* 1893)
- 07. Juni: Pierre Boncompagni, französischer Automobilrennfahrer (* 1913)
- 09. Juni: Friedrich Uhl, deutscher Hockeyspieler (* 1882)
- 12. Juni: Leslie Graham, britischer Motorradrennfahrer (* 1911)
- 18. Juni: Thomas Thorstensen, norwegischer Turner (* 1880)
- 19. Juni: Norman Ross, US-amerikanischer Schwimmer (* 1896)
- 25. Juni: Antonio Abenoza, spanischer Fußballspieler (* 1926)
- 27. Juni: Matt Wells, britischer Boxer (* 1886)

### Juli
- 05. Juli: Andreas Suttner, österreichischer Fechter (* 1876)
- 06. Juli: Gordon Thomson, britischer Ruderer (* 1884)
- 08. Juli: Fritz Steuri, Schweizer Skisportler (* 1908)
- 11. Juli: Oliver Campbell, US-amerikanischer Tennisspieler (* 1871)
- 15. Juli: Pierpont Davis, US-amerikanischer Segler (* 1884)
- 16. Juli: Berthold Küttner, deutscher Ruderer (* 1870)
- 17. Juli: Edgar Katzenstein, deutscher Ruderer (* 1879)
- 26. Juli: Félix Marcotte, französischer Segler (* 1865)
- 26. Juli: Ernst Rosell, schwedischer Sportschütze (* 1881)
- 27. Juli: Jørgen Arenholt, dänischer Tennisspieler (* 1876)
- 27. Juli: Edith Austin, britische Tennisspielerin (* 1867)
- 29. Juli: Enrique Granados, spanischer Schwimmer und Wasserballspieler (* 1898)
- 31. Juli: Donald Boal, kanadischer Ruderer (* 1907)
- 31. Juli: Georg Zacharias, deutscher Schwimmer (* 1886)

### August
- 05. August: Sven Johansson, schwedischer Kanute (* 1912)
- 09. August: Auguste Giroux, französischer Rugbyspieler (* 1874)
- 11. August: Tazio Nuvolari, italienischer Rennfahrer (* 1892)
- 12. August: Bobby Kohlrausch, deutscher Automobilrennfahrer (* 1904)
- 13. August: Géza Nagy, ungarischer Schachspieler (* 1892)
- 22. August: Julien Wartelle, französischer Turner (* 1889)
- 23. August: Gottfried Hinze, deutscher Fußball-Funktionär (* 1873)
- 25. August: Allan Carlsson, schwedischer Radrennfahrer (* 1929)
- 25. August: William Vosburgh, US-amerikanischer Wasserballspieler (* 1890)
- 30. August: Maurice Deprez, belgischer Eishockeyspieler (* 1888)

### September
- 02. September: Leon Tuck, US-amerikanischer Eishockeyspieler (* 1890)
- 03. September: Clyde Blair, US-amerikanischer Sprinter (* 1881)
- 03. September: Charles Crowe, kanadischer Sportschütze (* 1867)
- 04. September: Magdalon Monsen, norwegischer Fußballspieler (* 1910)
- 07. September: Einar Hermann, dänischer Turner (* 1878)
- 07. September: Rupert Weinstabl, österreichischer Kanute (* 1911)
- 09. September: Willy Kohlmey, deutscher Sprinter (* 1881)
- 10. September: Jørgen Hansen, dänischer Ruderer (* 1890)
- 15. September: Harry Sewell, britischer Hindernisläufer (* 1882)
- 17. September: David Munson, US-amerikanischer Leichtathlet (* 1884)
- 20. September: Richard von Schaesberg-Tannheim, deutscher Vielseitigkeitsreiter (* 1884)
- 22. September: Léopold Jouguet, französischer Automobilrennfahrer (* 1883)
- 24. September: Jacobo Fitz-James Stuart y Falcó, spanischer Polospieler (* 1878)
- 28. September: Charles Chadwick, US-amerikanischer Leichtathlet (* 1874)
- 28. September: Maurice Vignerot, französischer Krocketspieler (* 1879)

### Oktober
- 05. Oktober: Piet de Brouwer, niederländischer Sportschütze (* 1880)
- 06. Oktober: William Burns, kanadischer Lacrossespieler (* 1875)
- 11. Oktober: Henri Couttet, französischer Eishockeyspieler (* 1901)
- 14. Oktober: Émile Sarrade, französischer Rugbyspieler (* 1877)
- 15. Oktober: Helene Mayer, deutsche Fechterin (* 1910)
- 17. Oktober: Jim Delahanty, US-amerikanischer Baseballspieler (* 1879)
- 26. Oktober: Annie Holmström, schwedische Tennisspielerin (* 1880)
- 28. Oktober: Archimede Rosa, italienischer Automobilrennfahrer (* 1899)
- 30. Oktober: Willi Worpitzky, deutscher Fußballspieler (* 1886)
- 31. Oktober: Robert d’Heilly, französischer Ruderer (* 1876)

### November
- 03. November: André Auffray, französischer Radrennfahrer (* 1884)
- 06. November: Anton Wiedemann, deutscher Eishockeyspieler (* 1911)
- 17. November: John Cameron, kanadischer Hammerwerfer (* 1886)
- 21. November: Felice Bonetto, italienischer Automobilrennfahrer (* 1903)
- 21. November: Allan Keith, kanadischer Kunstturner (* 1889)
- 23. November: Philip Richardson, britischer Sportschütze (* 1865)
- 26. November: Bertil Carlsson, schwedischer Skispringer (* 1903)
- 29. November: Henri Gance, französischer Gewichtheber (* 1888)
- 30. November: Louis Van De Perck, belgischer Bogenschütze (* 1889)

### Dezember
- 02. Dezember: Reginald Baker, australischer Sportler (* 1884)
- 05. Dezember: Georges Bayrou, französischer Fußballspieler und -funktionär (* 1883)
- 07. Dezember: Pierre Pratviel, französischer Turner (* 1868)
- 12. Dezember: Jan Hora, tschechoslowakischer Wasserballspieler und Sportfunktionär (* 1900)
- 13. Dezember: Kurt Diemer, deutscher Fußballspieler (* 1893)
- 13. Dezember: Ethel Muckelt, britische Eiskunstläuferin (* 1885)
- 15. Dezember: Gunnar Jansson, schwedischer Leichtathlet (* 1897)
- 15. Dezember: Robert Stangland, US-amerikanischer Weit- und Dreispringer (* 1881)
- 21. Dezember: Kaarlo Koskelo, finnischer Ringer (* 1888)
- 23. Dezember: Eetu Kosonen, finnischer Kunstturner (* unbekannt)
- 25. Dezember: Casimir Reuterskiöld, schwedischer Sportschütze (* 1883)
- 31. Dezember: Alberto Bonacossa, italienischer Tennisspieler, Eiskunstläufer und Sportfunktionär (* 1883)

### Tag unbekannt
- Gus Pope, US-amerikanischer Leichtathlet (* 1898)